# Egyed Veronika
Egyed Veronika (Ajka, 1981 –) műfordító.

## Tanulmányai
A budapesti Eötvös Loránd Tudományegyetemen skandinavisztika-magyar szakon tanult. Két éven át filozófiát is hallgatott. Tanulmányait az Izlandi Egyetemen folytatta, ahol MA diplomát szerzett izlandi középkori tanulmányokból. Ezután Izlandon telepedett le, négy éven át egy halászhajón volt segédszakács. 2019-ben is Izlandon él.

## Munkássága
Egyed Veronika néhány fontos, Magyarországon megjelent műfordítása:
- Sjón (Sigurjón Birgir Sigurðsson): A macskaróka. Magvető könyvkiadó, 2011
- Ófeigur Sigurdsson: Jón története. Libri Kiadó, 2012
- Hallgrímur Helgason: A nő 1000 fokon. Scolar Kiadó, 2013
- Árni Þórarinsson: A boszorkány ideje. Scolar Kiadó, 2014
- Sjón: A cethal gyomrában. Magvető könyvkiadó, 2015
- Hallgrímur Helgason: 101 Reykjavík. Scolar Kiadó, 2015
- Jón Kalman Stefánsson: Menny és pokol-trilógia - I. Menny és pokol, II. Az angyalok bánata, III. Az ember szíve. Jelenkor Kiadó, 2019